# Rotmainhalle

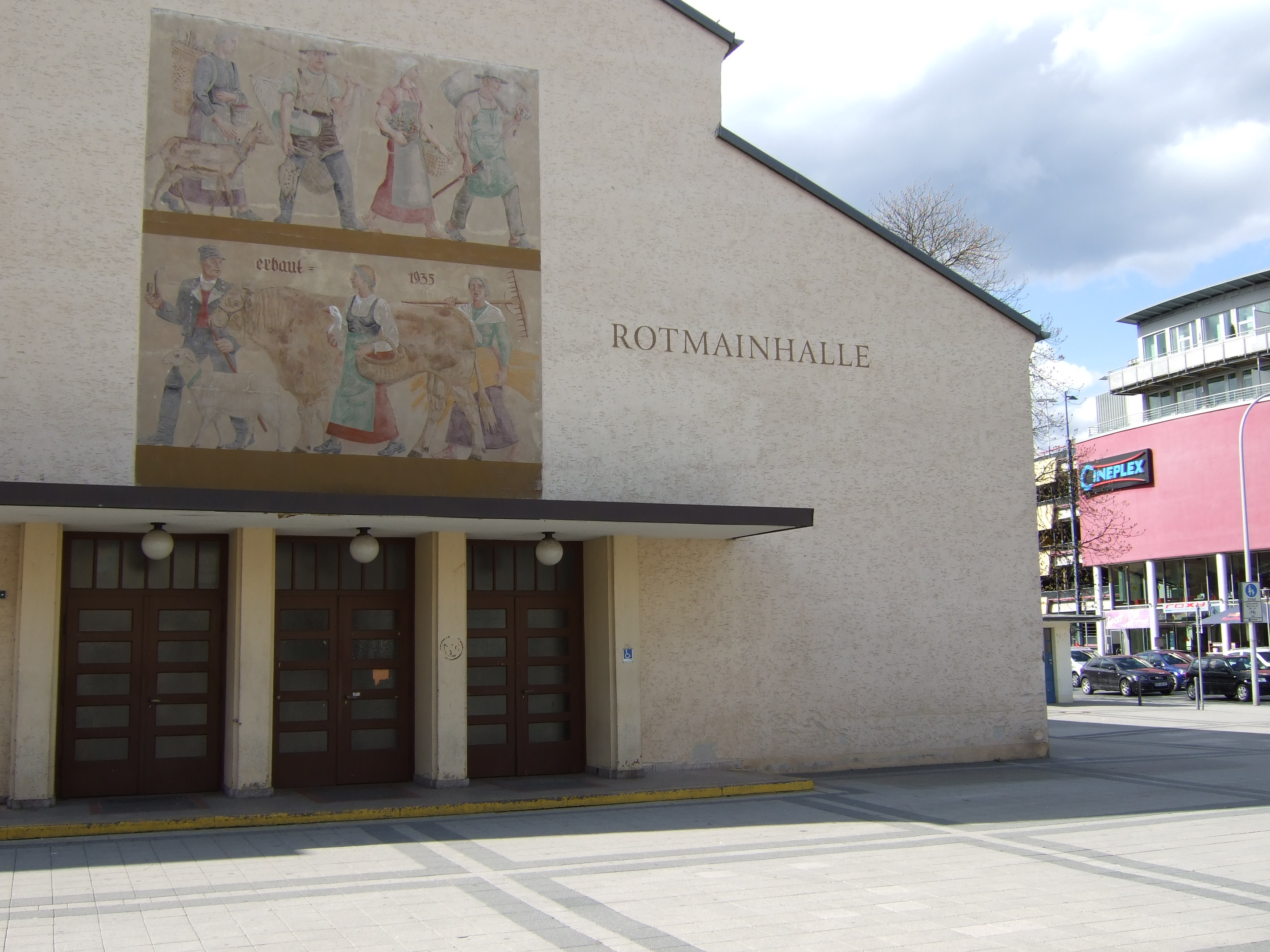
Ostfassade der Rotmainhalle, rechts die Hindenburgstraße

Die Rotmainhalle ist ein denkmalgeschützter (D-4-62-000-443) Mehrzweckbau in Bayreuth, Hindenburgstraße 1. Namengebend ist der in unmittelbarer Nähe verlaufende Rote Main.

## Geschichte und Beschreibung

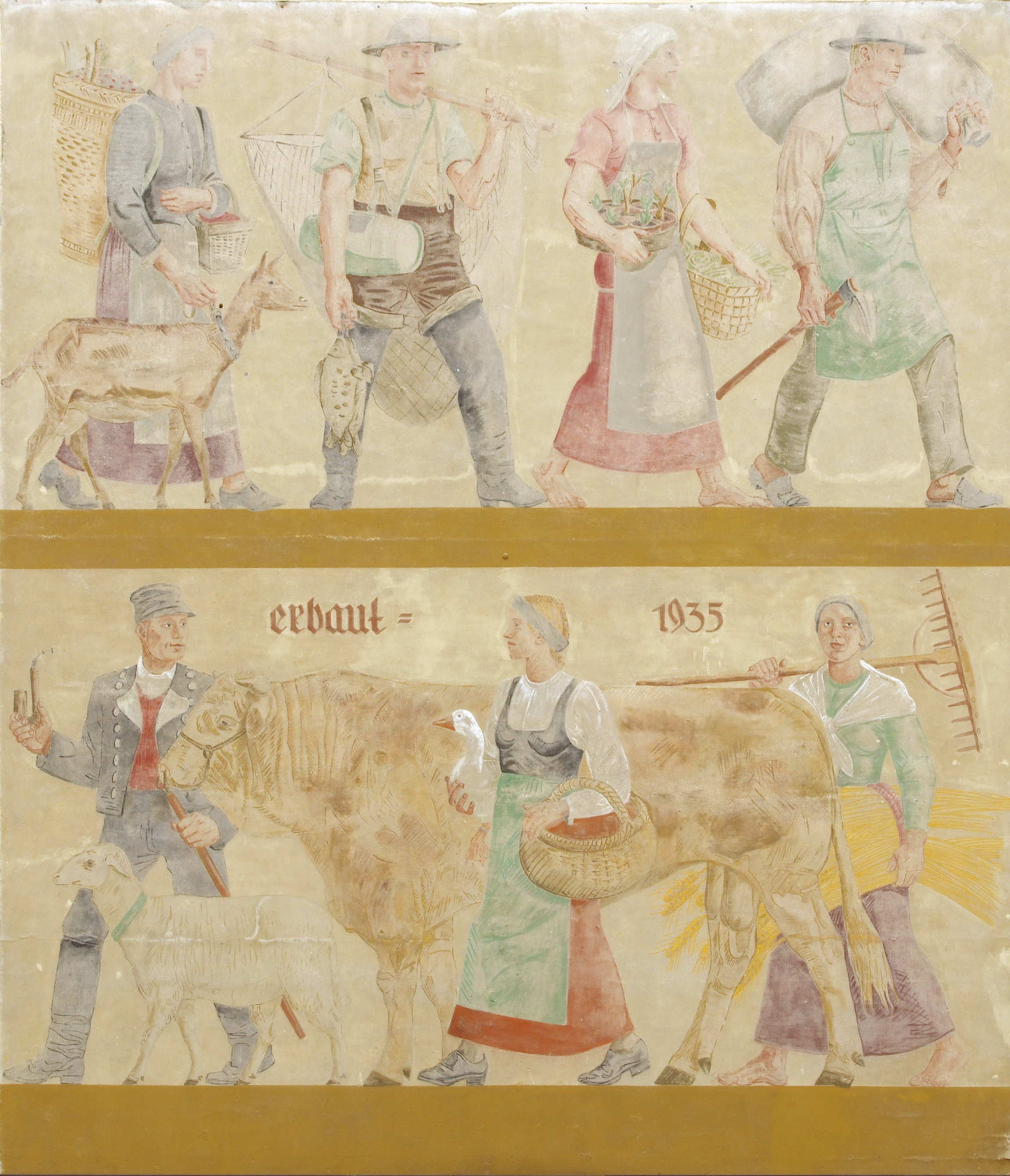
Fassadengemälde

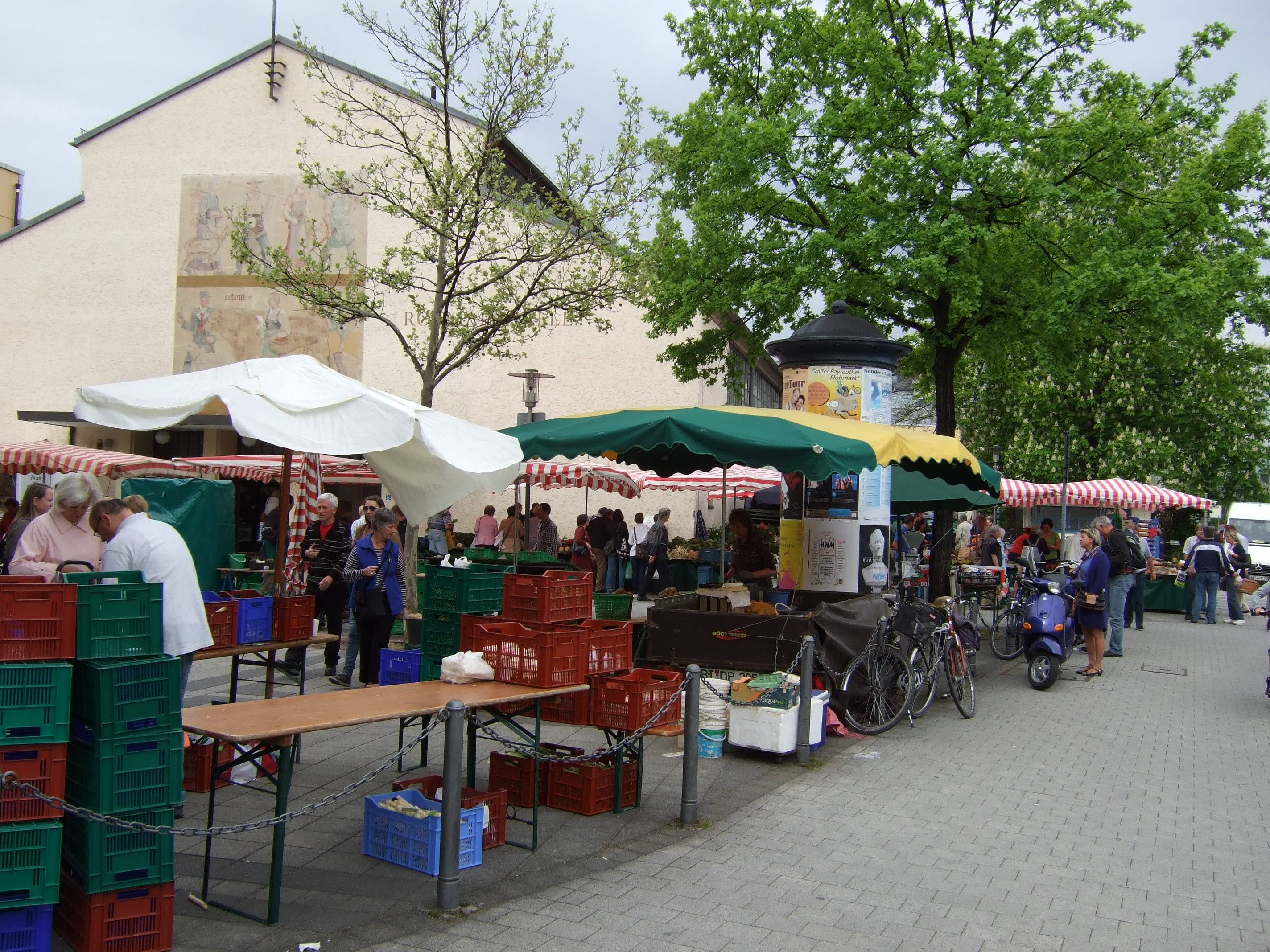
Wochenmarkt vor …

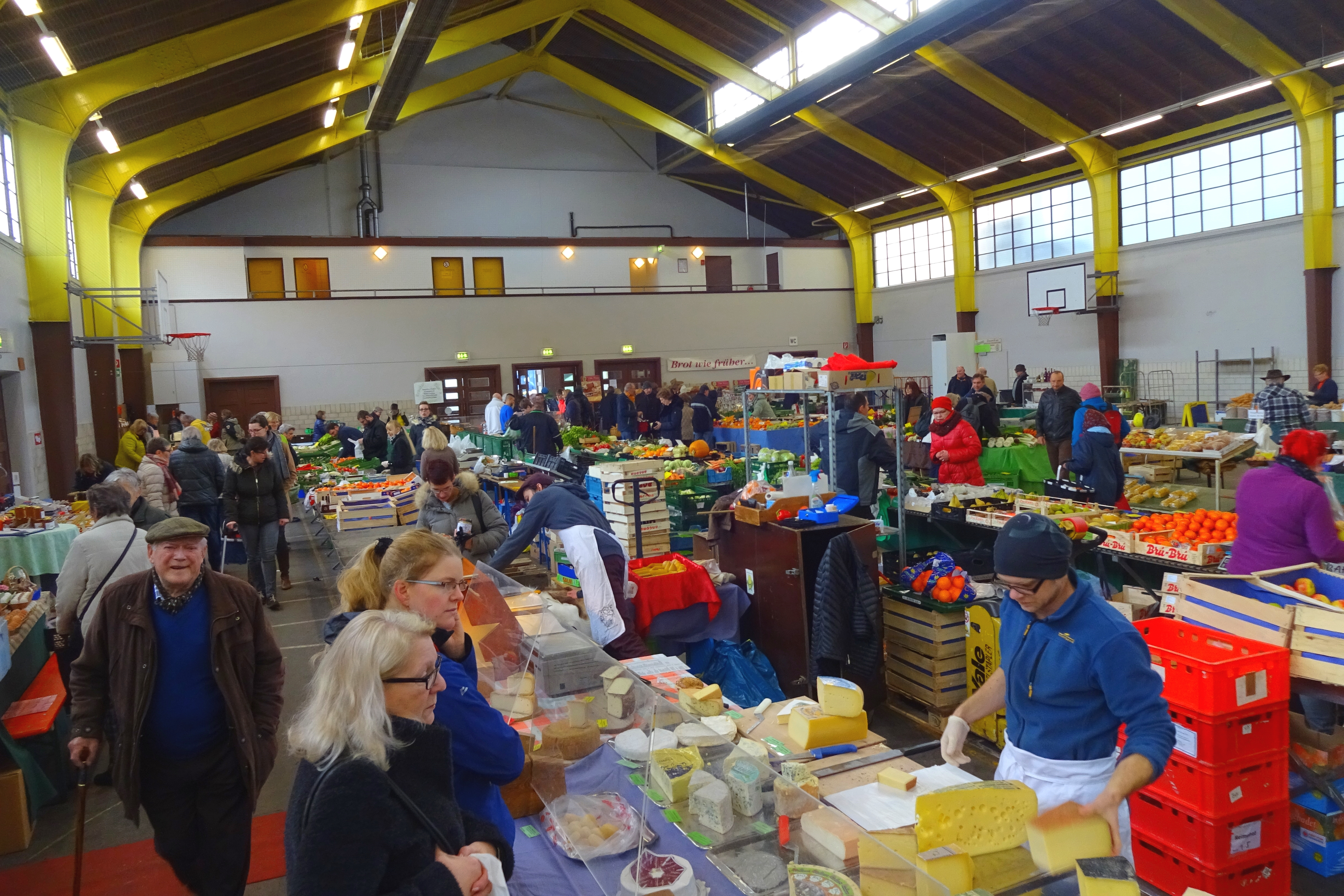
… und in der Halle

Der Bau der Halle am „Mainflecklein“ geht auf den nationalsozialistischen Bayreuther Oberbürgermeister Karl Schlumprecht zurück. Sie sollte multifunktional als Viehhalle, Markthalle, Messehalle und Kundgebungshalle dienen.
Das Bauwerk trägt die subtile architektonische Handschrift des Regierungsbaumeisters Walther Schmidt und erscheint – anders als die Bauten seines Berufskollegen Hans Reissinger – überraschend frei von ideologischem Ballast. Trotzdem nannte es der damalige Zweite Bürgermeister Karl Keller ein „kühnes Stück nationalsozialistischen Aufbauwillens“. Ohne Zweifel war das um ein Stahlskelett errichtete, verputzte Gebäude für die damalige Zeit hochmodern.
Ende August 1934 wurde mit den Grundierungsarbeiten begonnen, die sich als schwierig herausstellten. Die meisten der 55 beteiligten Bauarbeiter waren sog. Wohlfahrtserwerbslose. Das Stahlskelett wurde von einer Firma aus Würzburg geliefert und montiert. Im März 1935 wurde das Richtfest gefeiert. Am 13. Juni jenes Jahres wurde die Halle, verbunden mit bis zum 21. Juli fortdauernden Festlichkeiten, eingeweiht. Zum Eröffnungsprogramm gehörten u. a. der oberfränkische Bauerntag, eine Rinder- und eine Pferdeschau, eine Zuchtbullenversteigerung, Sonderausstellungen und Lehrschauen.
Ein Gemälde über dem Haupteingang an der Ostfassade stellt landwirtschaftliche Arbeitskräfte dar. In Nebengebäuden wurden eine Gaststätte und Stallungen für das Vieh untergebracht. Die unmittelbare Nachbarschaft zum städtischen Schlachthof machte die Halle für die Viehhändler attraktiv. Noch vor ihrer Eröffnung fand in ihrem Umfeld am 21. März 1935 der erste Verbandszuchtbullenmarkt statt. Damit hatte der Stadtteil Sankt Georgen sein jahrhundertealtes markgräfliches Privileg für die Abhaltung der Viehmärkte verloren. Am 2. Oktober 1934 wechselte der Wochenmarkt von der Maximilianstraße an das Mainflecklein.
Im November 1938 wurde die Rotmainhalle Schauplatz eines beschämenden Tiefpunkts in der Stadtgeschichte. Im Verlauf der Reichspogromnacht wurden jüdische Bürger, teils nur spärlich bekleidet, von schreienden, stoßenden und prügelnden SA-Leuten wie Vieh in die Stallungen des Schlachthofs an der Rotmainhalle getrieben. Dort wurden die Opfer, die auf dem Steinboden saßen oder lagen, am nächsten Tag von zahlreichen schaulustigen Bayreuthern durch die Fenster begafft.
Während des Zweiten Weltkriegs diente die Halle zeitweise als Verteilstation für Menschen aus evakuierten Orten. Gegenüber der Hindenburgstraße, auf dem Gelände des heutigen Kinos, entstand in den 1940er Jahren eine Barackensiedlung mit slumartigen Zügen. Nach dem Einmarsch der United States Army im April 1945 wurde die Rotmainhalle von den US-Militärs beschlagnahmt. Deutsche, die während der Ausgangsverbotszeiten auf den Straßen angetroffen wurden – zunächst waren die Ausgehzeiten auf 7–9 Uhr und 16–18 Uhr begrenzt – wurden bis zum Beginn der nächsten Ausgehzeit in der Rotmainhalle eingesperrt.
An der Schwelle des Wirtschaftswunders lockte die Rotmainhalle im März 1950 32.000 Besucher zu einer ersten Handwerksmesse an. In der Folgezeit wurde die 3500 Personen fassende Halle wiederholt für Großkundgebungen, Musik- und Sportveranstaltungen – darunter sogar Eisrevuen – genutzt. Im Juli 1953 bestaunten die Bayreuther auf dem Platz vor der Halle den 20 Meter langen Wal „Jonas“. Auch Politiker nutzten die Rotmainhalle gern für Auftritte: 1953 Erich Ollenhauer, 1954 Konrad Adenauer (dessen erster und einziger Besuch in Bayreuth), 1969 Helmut Schmidt und 1988 Franz Josef Strauß.
Im Zeitraum 1980 bis 1984 wurde die Halle für 1 Million DM umfassend saniert. Die Planung des Rotmain-Centers auf dem Gelände des alten Schlachthofs schien in den 1990er Jahren die Existenz des mittlerweile unter Denkmalschutz gestellten Baus zu gefährden. Die Befürworter des Abrisses argumentierten, er sei für Romantik noch nicht alt genug, für die Postmoderne hingegen schon zu alt. Lokalhistoriker hoben die bauhistorische Bedeutung des Gebäudes hervor. Einer Bürgerinitiative („Rettet die Rotmainhalle“) gelang es schließlich, den drohenden Abbruch zu verhindern.
Aktuell werden die Rotmainhalle und ihr Vorplatz für den mittwochs und samstags stattfinden Wochenmarkt genutzt.

## Sonstiges
Zeitgleich mit dem Bau der Rotmainhalle und der Umgestaltung des Mainfleckleins entstand mit der dort angelegten Hindenburgstraße (bis 1947: Marschall-Hindenburg-Straße) eine neue Ausfallstraße in Richtung Kulmbach. Zu diesem Zweck wurde das mehr als 200 Jahre alte, schräg gegenüber der Hallenbaustelle befindliche Gasthaus („Maawirtshäusla“) abgebrochen und der Mistelbach mit einer Betonbrücke überspannt.